# Saara Chaudry
Saara Chaudry (Toronto, Ontario, 7 de junio de 2004) es una actriz canadiense de ascendencia india. Es conocida por sus actuaciones en The Breadwinner, por la que ganó un premio ACTRA a la mejor interpretación de voz y fue finalista a la actuación de voz en una producción de largometraje en los 45.º premios Annie, y The Curse of Clara: A Holiday Tale, por la que fue nominada al premio Canadian Screen Award a la mejor interpretación en un programa o serie de televisión animada en los 5.º premios Canadian Screen Awards. También ha aparecido en las series de televisión Combat Hospital, Degrassi, Odd Squad, Max & Shred y Dino Dana.

## Filmografía

### Películas
| Año  | Título                             | Papel           | Notas                    |
| ---- | ---------------------------------- | --------------- | ------------------------ |
| 2014 | Isabelle Dances Into the Spotlight | Chloe           | Película directa a video |
| 2017 | Reel Women Seen                    | Hermana pequeña | Cortometraje             |
| 2017 | The Breadwinner                    | Parvana (voz)   | Voz                      |
| 2021 | PAW Patrol: The Movie              | Hija (voz)      | Voz                      |

### Televisión
| Año           | Título                              | Papel                           | Notas                                       |
| ------------- | ----------------------------------- | ------------------------------- | ------------------------------------------- |
| 2011          | Combat Hospital                     | Niña afgana #1                  | 1 episodio                                  |
| 2011          | Desperately Seeking Santa           | Niña                            | Película de televisión                      |
| 2013          | Degrassi: The Next Generation       | Madison Grant                   | 3 episodios; recurrente                     |
| 2014-2016     | Max & Shred                         | Howie Finch                     | Papel principal                             |
| 2015          | The Curse of Clara: A Holiday Tale  | Vickie (voz)                    | Especial de televisión animado              |
| 2015-2018     | Wishenpoof!                         | Violet (voz)                    | Serie original deAmazon Prime; voz          |
| 2015-2018     | Odd Squad                           | Olympia/ Asistente/Otra Olympia | 5 episodios; recurrente                     |
| 2017-2020     | Dino Dana                           | Saara Jain                      | Serie original de Amazon Prime              |
| 2018-2022     | Let's Go Luna!                      | Carmen (voz)                    | Papel principal; voz                        |
| 2018-presente | Charlie's Colorforms City           | Violet (voz)                    | 13 episodios; voz                           |
| 2018-2022     | Holly Hobbie                        | Amy Abbasi                      | Papel principal                             |
| 2019          | Xavier Riddle and the Secret Museum | Cleopatra (voz)                 | 1 episodio; voz                             |
| 2020          | Lockdown                            | Nira                            | Papel principal; serie de YouTube Originals |
| 2021-2022     | The Mysterious Benedict Society     | Martina Crowe                   | Recurrente                                  |
| 2022          | Bakugan: Evolutions                 | Callie Dahl, Señorita Bliss     |                                             |
| 2022-2023     | Daniel Spellbound                   | Shakila Chinda                  |                                             |
| 2023          | The Muppets Mayhem                  | Hannah                          | Papel principal                             |
| 2023          | Armadillo Avalanche                 | Raven (voz)                     | Papel principal; voz                        |
| 2024          | Dino Dex                            | Saara Jain                      | Serie original de Amazon Prime              |

## Vida personal
Ella es de ascendencia india. Su madre es sudafricana. Fue aceptada en la Universidad de Harvard. Se cree que está cursando una Licenciatura en Artes (AB) en Arte, Cine y Estudios Visuales (AFVS) en Harvard College.